# فوينتيالبيا
بلدية فوينتيالبيا (بالإسبانية: Fuentealbilla) هي بلدية تقع في مقاطعة البسيط التابعة لمنطقة كاستيا لا مانتشا وسط إسبانيا.

## الديموغرافيا
بلغ عدد سكان بلدية فوينتيالبيا 2.029 نسمة عام 2011 (وفقاً للمعهد الوطني الإسباني للإحصاء).
| 1.842 | 1.803 | 1.846 | 1.943 | 1.951 | 2.071 | 2.029 |

## أعلام
- أندريس إنييستا